# زيغوماتوروس
زيغوماتوروس (بالإنجليزية:Zygomaturus) هو جنس منقرض من الجرابيات العملاقة كان يعيش في أستراليا خلال العصر الجليدي ، وهو ثاني أكبر جرابي معروف على الإطلاق بعد الـ ديبروتودون .

## الوصف
كان الـ زيغوماتوروس حيوانًا كبير الحجم يبلغ وزنه 500 كجم (1100 رطل) أو أكثر ويبلغ ارتفاعه 1.5 مترًا (4.9 قدمًا) وطوله 2.5 مترًا (8.2 قدمًا).